# Acefillina
L'acefillina è un composto chimico di formula C9H10N4O4.

## Caratteristiche strutturali e fisiche
Appartiene alla classe delle purine ed è un derivato dalla teofillina. Si tratta di una molecola achirale.
| N. di atomi pesanti                  | 17                     |
| N. di accettori di legami a idrogeno | 8                      |
| N. di donatori di legami a idrogeno  | 1                      |
| N. di legami ruotabili               | 2                      |
| Polarizzabilità                      | 22,5 ± 0,5 10⁻²⁴ cm³   |
| Superficie polare                    | 96 Å²                  |
| Massa monoisotopica                  | 238,070204818 u        |
| Entalpia di vaporizzazione           | 88,1 ± 3,0 kJ/mol      |
| Pressione di vapore                  | 0,0 ± 1,6 mmHg a 25 °C |
| Tensione superficiale                | 71,7 ± 7,0 dyne/cm     |
| Volume molare                        | 145,0 ± 7,0 cm³        |
| Rifrattività molare                  | 56,9 ± 0,5 cm³         |

## Reattività e caratteristiche chimiche
L'indice di ritenzione Kovats del composto è pari a 2251. Del composto sono disponibili i seguenti spettri analitici:
- spettro 1H NMR[6]
- spettro 13C NMR[7]
- spettro GC-MS[5]
- spettro LC-MS[8]
- spettro FTIR[9]
- spettro ATR-IR[10]
- spettro Raman[11]

## Farmacologia e tossicologia

### Farmacodinamica
Il composto agisce da substrato del citocromo P450 1A2.

### Effetti del composto e usi clinici
L'acefillina e i suoi analoghi sono potenti broncodilatatori utilizzati per il trattamento di disordini della respirazione (es. asma, enfisema, bronchite). Rilassa la muscolatura liscia bronchiale e contrasta gli effetti di molti mediatori broncocostrittori. Inoltre, rilassa la muscolatura liscia nelle vie urinarie e biliari.
Per i derivati dell'acefillina vengono anche riportati numerosi altri effetti biologici tra cui: antitumorali, antitubercolotici, stimolanti cardiaci, diuretici e antagonisti dei recettori per l'adenosina.
L'acefillina si è inoltre rivelata un potente potenziatore della deaminazione in vitro della filaggrina da parte di PAD1 e PAD3.

## Normativa di riferimento
- Regolamento REACH